# Psalistops tigrinus
Psalistops tigrinus là một loài nhện trong họ Barychelidae. Loài này phân bố ờ Venezuela.